# Corenc
Corenc ist eine französische Gemeinde mit 4.177 Einwohnern (Stand: 1. Januar 2022) im Département Isère in der Region Auvergne-Rhône-Alpes. Sie gehört zum Arrondissement Grenoble und zum Kanton Meylan. Die Einwohner nennen sich Corençais(es).

## Geographie
Die Gemeinde Corenc liegt an der Südabdachung der Chartreuse-Kette als Vorort der Stadt La Tronche, die direkt an Grenoble grenzt. Ganz im Norden verläuft das Flüsschen Vence, das zur Isère entwässert. Umgeben wird Corenc von den Nachbargemeinden Quaix-en-Chartreuse im Norden und Nordwesten, Le Sappey-en-Chartreuse im Nordosten, Meylan im Osten und Südosten sowie La Tronche im Westen und Südwesten.

## Bevölkerungsentwicklung
| Jahr                       | 1962 | 1968 | 1975 | 1982 | 1990 | 1999 | 2006 | 2018 |
| Einwohner                  | 2510 | 2850 | 3029 | 3138 | 3356 | 3856 | 3784 | 4053 |
| Quellen: Cassini und INSEE |      |      |      |      |      |      |      |      |

## Sehenswürdigkeiten

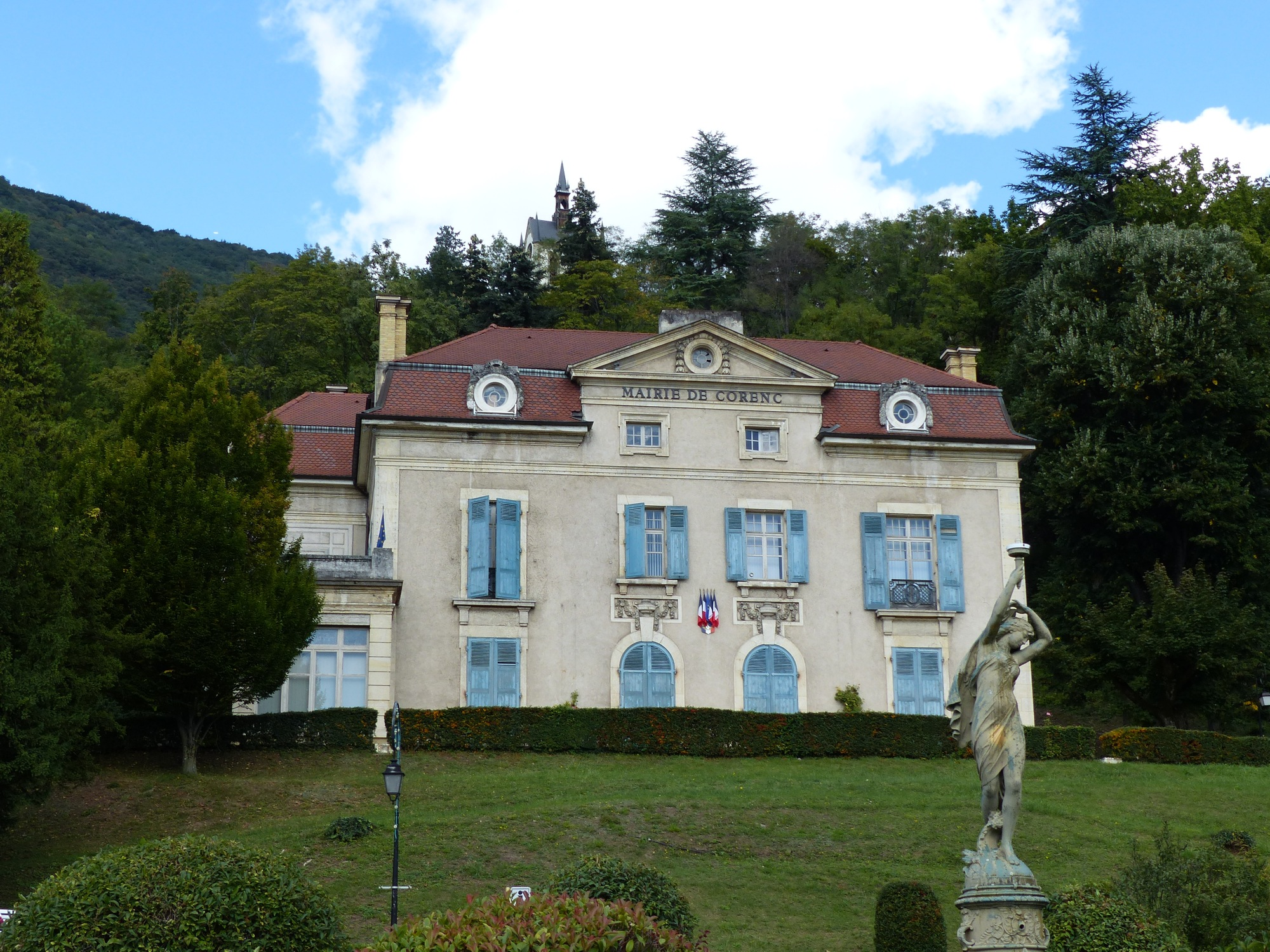
Mairie im ehemaligen Schloss La Condamine

- Kirche Saint-Pierre aus dem Jahre 1862
- Kirche Sainte-Thérèse aus dem Jahre 1930
- Alter Konvent von Montfleury aus dem 13. und 15. Jahrhundert
- Ruinen des Konvents La Providence, gen. Schloss Le Mollard
- Schloss Bouquéron aus dem 15. Jahrhundert mit Kapelle Saint-Blaise
- Schloss Arvilliers, Wehrhaus aus dem 15./16. Jahrhundert
- Schloss La Condamine, heutiges Rathaus, Anfang des 20. Jahrhunderts erbaut
- Schloss Matel aus dem 16. Jahrhundert
- Schloss Le Cizerain aus dem 17. Jahrhundert
- Fort Bourcet

## Persönlichkeiten
- Jules Flandrin (1871–1947), Maler